# Уллоа, Антонио
Анто́нио Кала́ Улло́а (итал. Antonio Calà Ulloa, иногда Ульоа, в связи с испанским происхождением фамилии; 10 мая 1807, Неаполь — 30 июля 1889, Неаполь) — военный деятель Королевства обеих Сицилий, артиллерийский офицер. Брат Пьетро и Джироламо Уллоа.
Окончил Королевскую военную школу «Нунциателла», в 1827 г. получил звание корнета. В 1833 году участвовал вместе с братом Джироламо в заговоре, который организовал молодой офицер Чезаре Розароль против короля Фердинанда II, в надежде склонить его преемника к принятию конституции; раскрытие заговора, однако, не помешало его карьере. В 1837 г. лейтенант, в 1842 г. капитан, в 1856 г. майор, в 1859 г. подполковник. В сентябре 1860 г., когда сражавшиеся за объединение Италии войска Джузеппе Гарибальди уже захватили Сицилию и вступили на территорию континентальной части королевства, получил чин полковника и возглавил артиллерийские подразделения королевства. В ноябре, когда Франциск II был осаждён гарибальдийскими войсками в крепости Гаэта, был командирован в Марсель для закупки оружия. Успешно выполнив эту миссию, вернулся в Гаэту, где был произведён в генералы и назначен военным министром. После того, как в феврале 1861 года Гаэта пала, последовал за Франциском II в изгнание в Рим.
В молодости опубликовал написанную вместе с братом Пьетро книгу «О Бискайе и Наварре: краткое физико-статистическое описание и некоторые исторические соображения» (итал. Delle Biscaglie e della Navarra: breve descrizione fisico-statistica ed alcune considerazioni storiche; 1835). В том же году основал вместе с братом Джироламо военный журнал Antologia militare, выходивший до 1846 года. Напечатал учебник для артиллеристов (итал. Manuale pei sotto uffiziali e soldati di artiglieri; 1837), ряд полемических и пропагандистских брошюр о достижениях и состоянии неаполитанской армии.